# トマス・チェッコン
トマス・チェッコン（Thomas Ceccon, 2001年1月27日 - ）は、イタリア・ティエーネ出身の男子競泳選手。種目は背泳ぎ・バタフライ。

## 経歴
2018年ユースオリンピックで50m自由形の金メダルをはじめ、5つのメダルを獲得。
2019年世界水泳選手権の50m背泳ぎで予選敗退、100m背泳ぎで準決勝敗退、200m個人メドレーは棄権という結果に終わった。同年の世界ジュニア水泳選手権では50m背泳ぎで銅メダル、100m背泳ぎで金メダル、50mバタフライで金メダル、400mフリーリレーで銅メダル、混合フリーリレーで銅メダル、合計5つのメダルを獲得した。
2020年東京オリンピックの100m背泳ぎで4位入賞、400mフリーリレーで銀メダル獲得、400mメドレーリレーでは銅メダルを獲得した。
2022年世界水泳選手権の100m背泳ぎで51秒60の世界新記録で優勝した。400mフリーリレーでは銅メダルを獲得し、400mメドレーリレーではイタリア史上初のリレー種目金メダルを獲得した。

## 自己ベスト
- 50m自由形　22秒33
- 100m自由形　47秒71
- 100m背泳ぎ　51秒60（世界記録）
- 200m背泳ぎ　1分55秒71（国内記録）
- 50mバタフライ　22秒67（国内記録）

参照